# Norderloch
El Norderloch és un canal navegable de només 350 metres al barri de Steinwerder al port d'Hamburg a Alemanya. Connecta el Fährkanal amb el Steinwerder Kanal. Al mig de la península formada pel l'Elba, Norderloch, el Fährkanal i el Guanofleet s'ha instal·lat el Teatre al port d'Hamburg, conegut pels seus musicals.

## Galeria

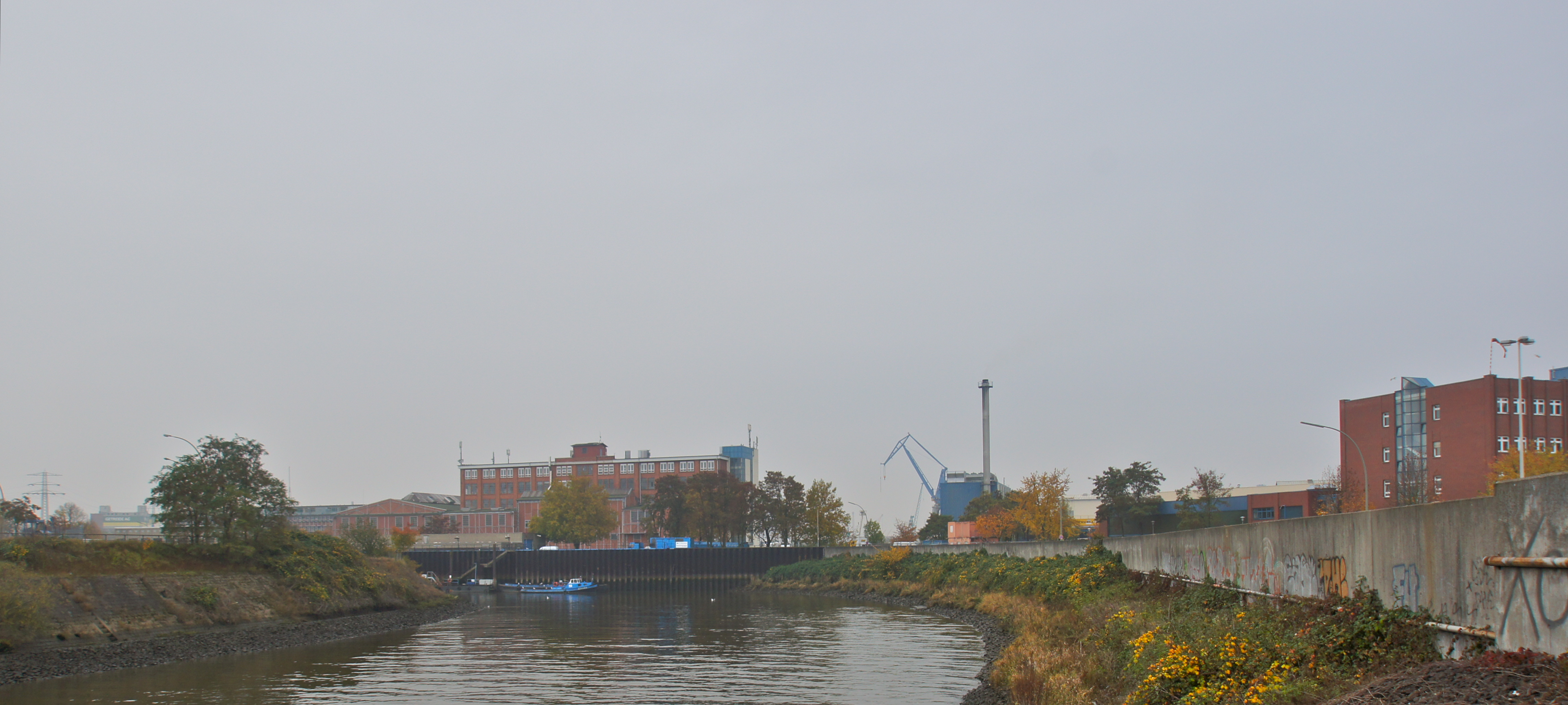
El Fährkanal (primer pla) desemboca al Norderloch (segon pla a l'esquerra)
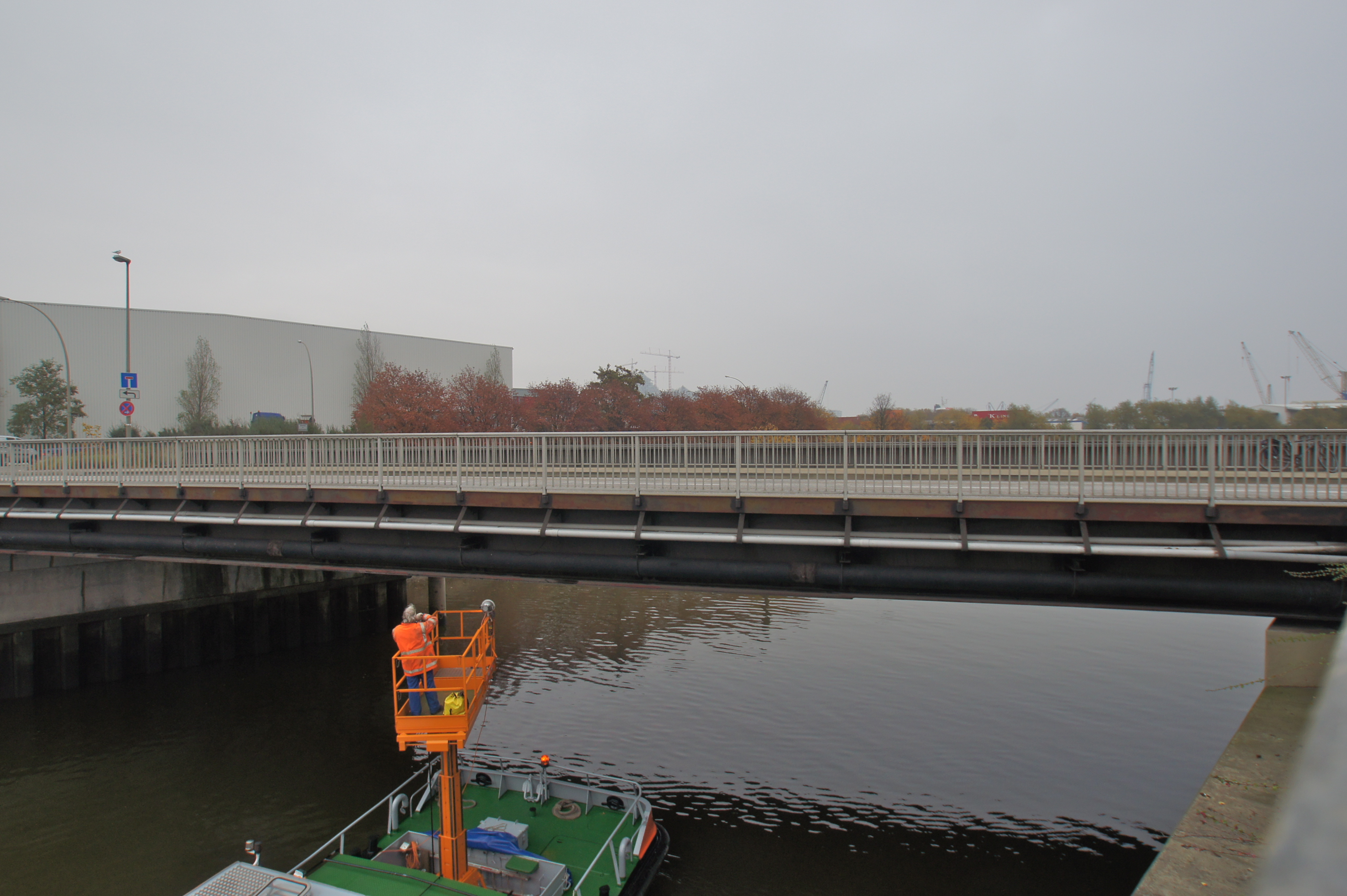
El pont entre el Nordersand i el Reiherdamm
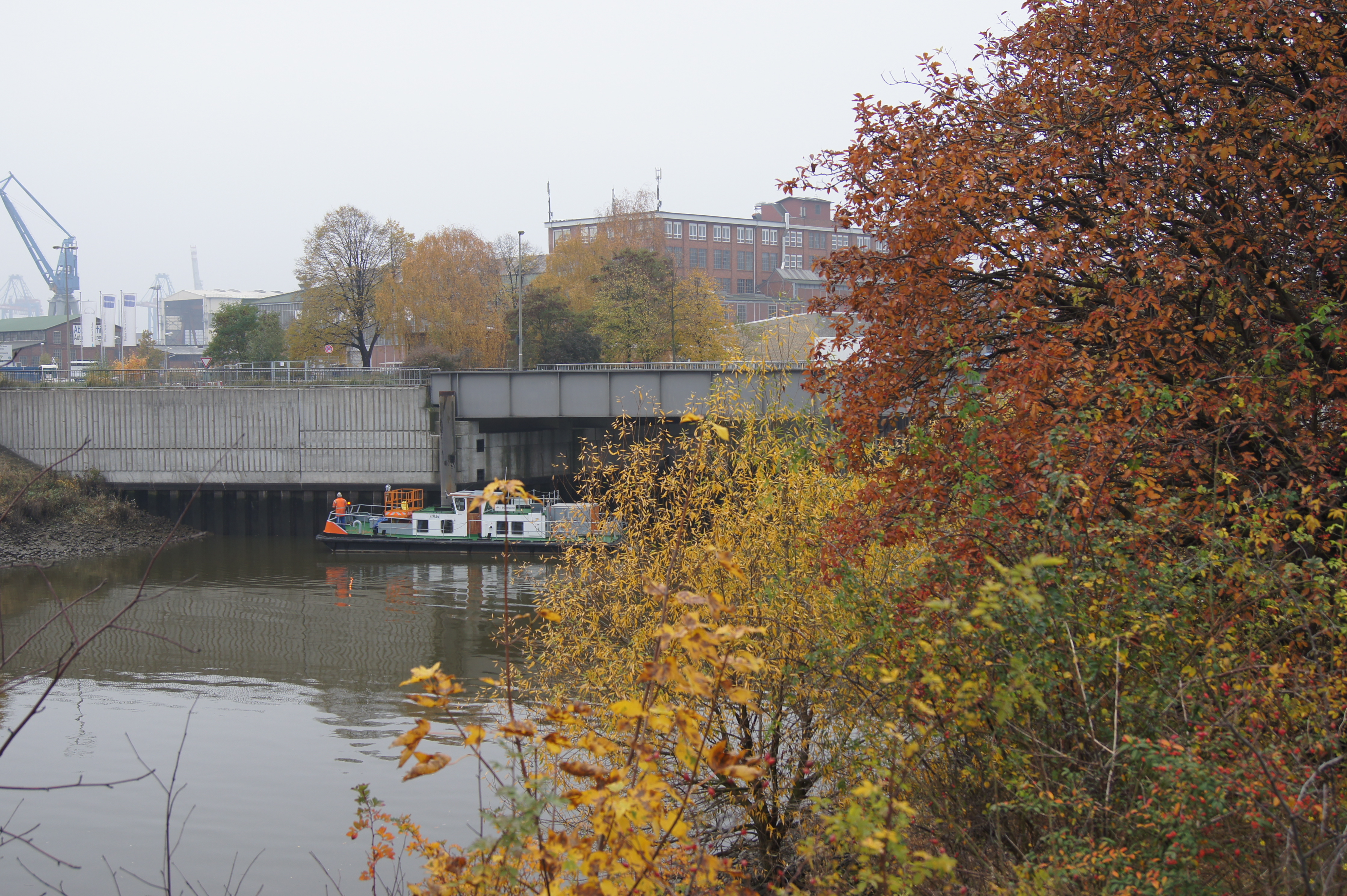
El pont, vist de l'est a l'oest
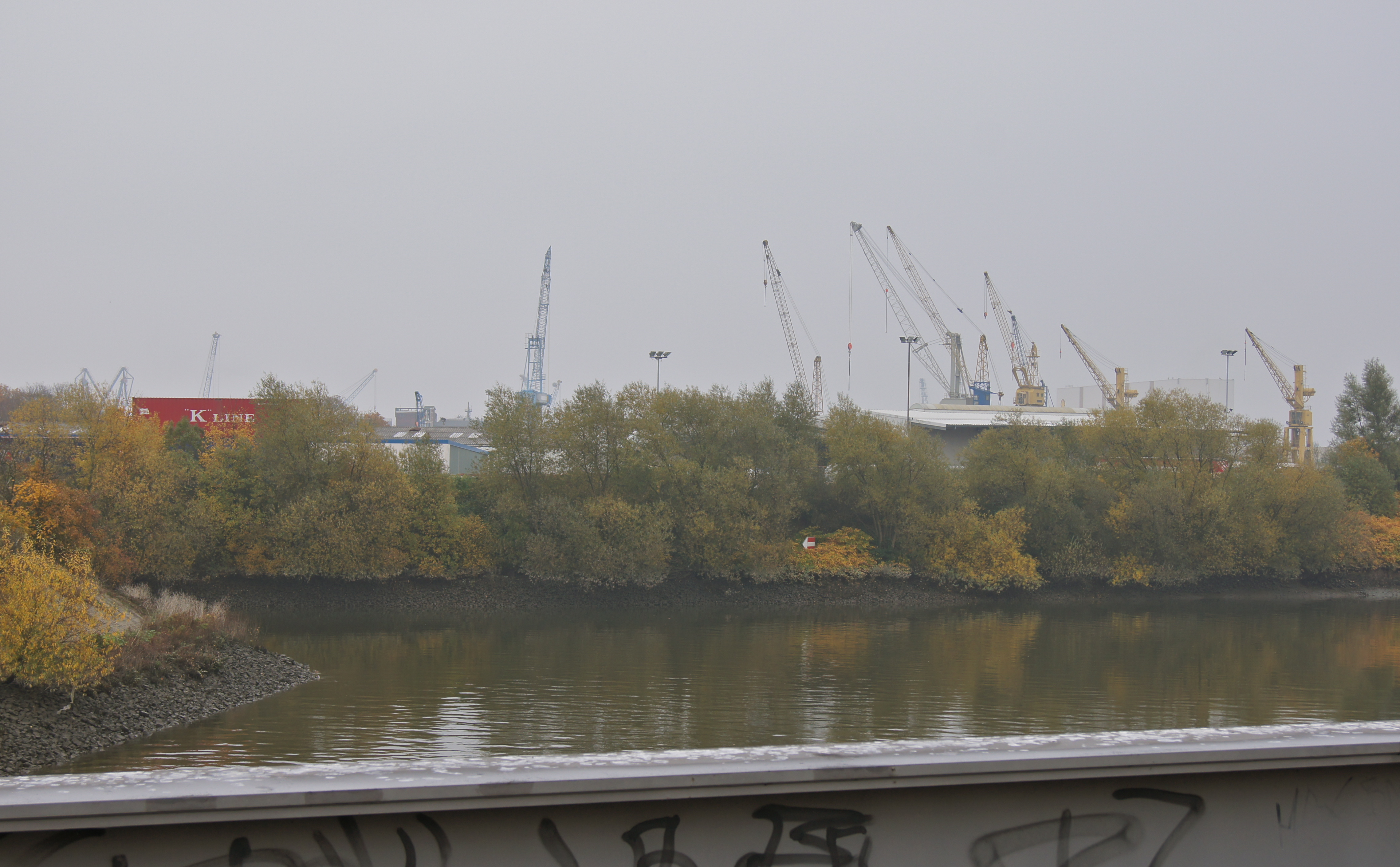
El Norderloch i el Steinwerder Kanal vist del pont del Norderloch